# Gert Larsen (atlet-KIF)
Gert Larsen (født 19. februar 1908) er en tidligere dansk atlet. Han var medlem af Københavns IF.

## Danske mesterskaber
- Bronze 1933 400 meter 51,6

## Personlig rekord
- 100 meter: 11,4 1932
- 200 meter: 23,3 1933
- 400 meter: 51,6 1933